# Hexaplex ambiguus
Hexaplex ambiguus, beskriven först av Reeve 1845, är en snäcka i släktet Hexaplex inom familjen purpursnäckor, som blir omkring 6,5–18,6 cm lång. Den finns i södra delen av Mexiko och Panama.

## Utseende
Ovalt formad snäcka med tydligt utstickande taggar som är uppdelade på sex rader. De har vit basfärg med svarta kortare ränder som löper längs kroppen.